# سفارة كرواتيا في واشنطن العاصمة

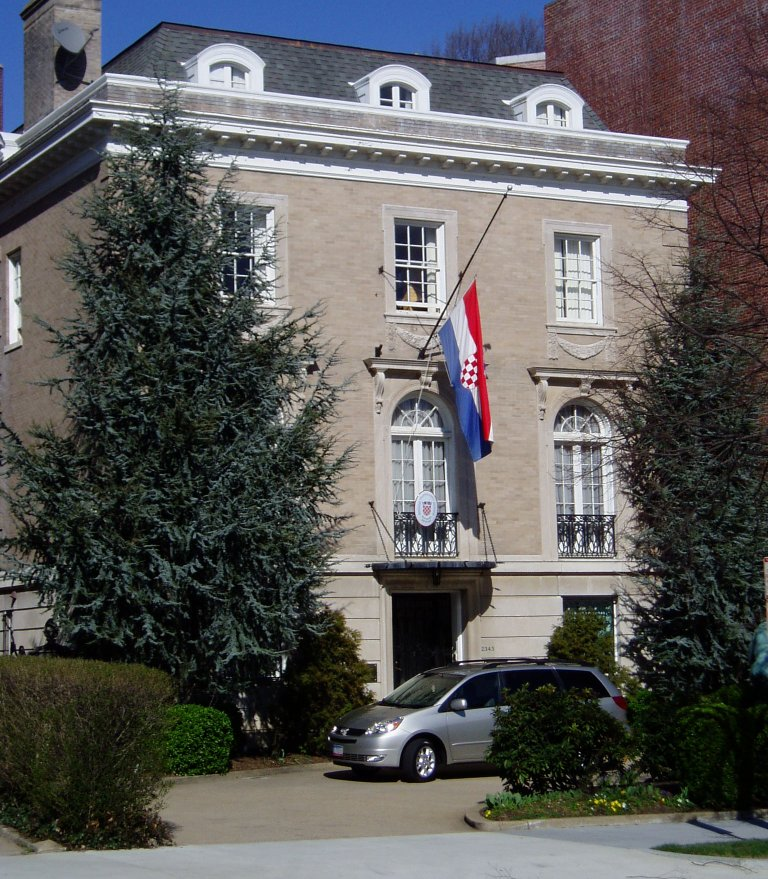
سفارة كرواتيا

سفارة كرواتيا في واشنطن العاصمة.تقع في 2343 شارع ماساتشوستس،شمال غرب، واشنطن العاصمة، في حي إمباسي رو,قرب دوبونت سيركل.
السفارة تدير قنصليات في شيكاغو,لوس أنجلوس,نيو أورلينز,بيتسبرغ,كانزاس سيتي ونيويورك .
اعتباراً من عام 2012،السفير هو جوزيب بارو.
في 2011,زارت ملكة جمال أمريكا تيريزا سكانلان السفارة.

## المبني
في السابق كانت البناية مقر للسفارة النمساوية، تم بيع المبني لكرواتيا في 1993,ساهم الكرواتيين في الولايات المتحدة بشكل كبير في عملية شراء وتجديد المبني.أمام السفارة يوجد تمثال لالقديس جيروم قام بنحته النحات الكرواتي إيفان مستروفيك.

## وصلات خارجية
- الموقع الرسمي